# O Jerusalem, du gyllne, underbara stad
O Jerusalem, du gyllne, underbara stad är en sång från 1877 med text och musik av Philip Paul Bliss. Den svenska översättningen gjordes 1926 av Signe Augusta Elisabet Östrand.

## Publicerad i
- Frälsningsarméns sångbok 1929 som nr 486 under rubriken "De yttersta tingen och himmelen".
- Musik till Frälsningsarméns sångbok 1930 som nr 486.
- Frälsningsarméns sångbok 1968 som nr 562 under rubriken "Evighetshoppet".
- Frälsningsarméns sångbok 1990 som nr 704 under rubriken "Framtiden och hoppet".